# 貝弗莉·巴爾卡特
Beverly Barkat（1966年—）是以色列視覺藝術家。
| Beverly Barkat |                    |
|                |                    |
| 出生           | 1966 (56歲) 南非   |
| 國籍           | 以色列             |
| 職業           | 以雕塑、繪畫而聞名 |

## 生平
Beverly Barkat，婚前原名Beverly Sakalovsky，於 1966 年出生於南非約翰尼斯堡  ，父母親Louis和Lorna Sakalovsky都是藝術家。 1976 年全家移居以色列。  1990 年她在比撒列藝術與設計學院完成學業，獲金屬加工和珠寶設計系學士學位。
Barkat與前耶路撒冷市長Nir Barkat結婚，育有三個女兒。

## 藝術生涯
1995年，Barkat在捷克共和國從事玻璃藝術工作，應邀參加國際玻璃吹製及雕刻研討會，2006年至2009年期間，在耶路撒冷工作室學校（Jerusalem Studio School，簡稱JSS）的Israel Hershberg大師班學習繪畫，兩次參加JSS的意大利暑期課程，與藝術家Lennart Anderson、Stuart Shils及Raoul Middleman共同學習、參加研討會。 她開始對新的藝術材料和建築空間進行實驗，並投身於建築作業，建造、翻新私人住宅，也為改善國小的教育環境，經手其公共空間和圖書館項目。 2009年在耶路撒冷開設了自己的工作室，作品多於國際間展出。
Barkat早期的作品主要為傳統的西方具象形式。

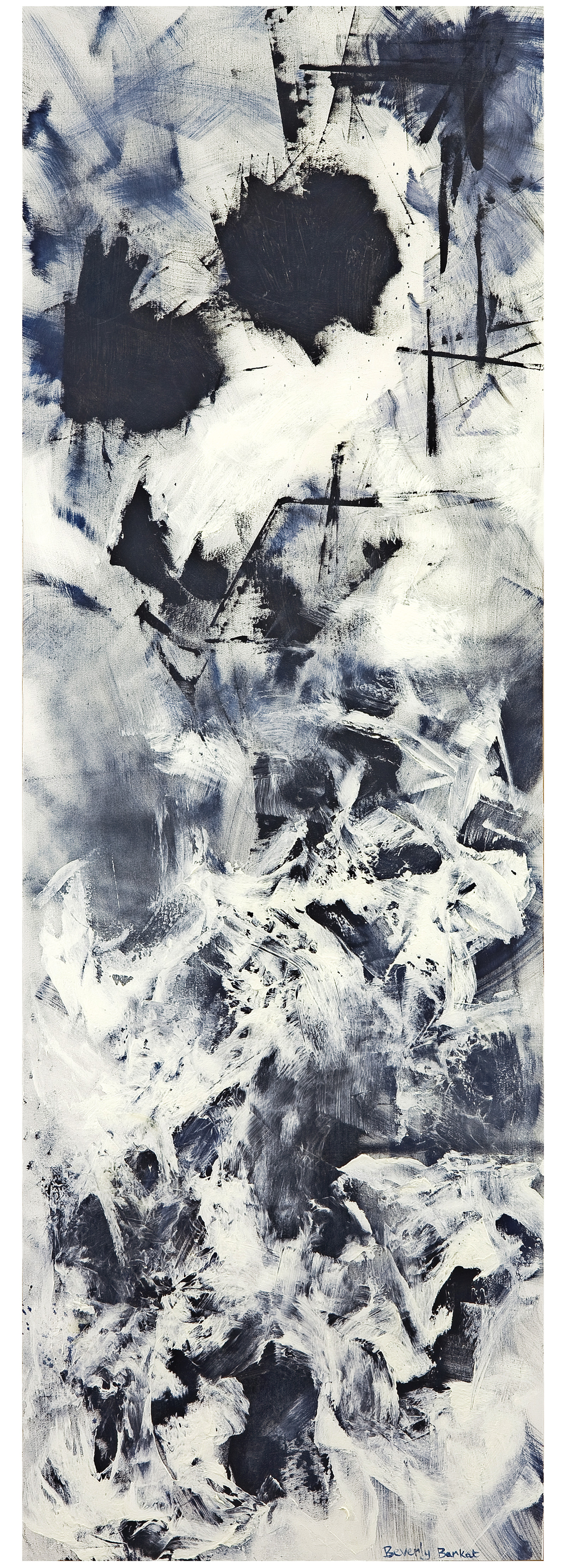
1. 173 來自日本系列，2014 年京都市國際交流協會賞。

2009年左右，她的畫作轉向抽象形式，於成長時期受到的立體主義、抽象表現主義的影響也越趨明顯，雖仍從生活中汲取靈感，她開始解構作畫對象，並通過活躍的線條於二維平面上呈現動態。2014年受日本書法啟發，創作了一組畫作。Barkat於京都舉行的第 28 屆國際藝術與設計展上獲得國際交流協會賞。她開始嘗試使用新的技巧、展現方式和畫作材料，其中尤為突出的，是以透明聚氯乙烯簿片作為畫紙，其風格趨近於行動繪畫。她在2017年於威尼斯舉行展覽，其策展人Sally Haftel Naveh在展覽目錄中如此評論這種創作材料：
「Barkat所挑選的聚氯乙烯簿片材，和更傳統的作畫材料的不同之處，首先在於其透明度——每一面既保留了自身的獨立繪圖，同時又與另一面的圖案相呼應。畫作在兩面同時進行，持續共生，不受限於任何預設的戒律，亦無主次階級。」她獲英國當代藝術起點基金（Outset Contemporary Art Fund） 支持，在 2017 年於威尼斯格里馬尼宮開設了題為「Evocative Surfaces」的特定場地展覽，核心作品是懸掛於天花板的 12 塊大型聚氯乙烯簿片。抽象而多彩的表面與莊嚴的威尼斯大廈中的光線及建築環境互相輝映。

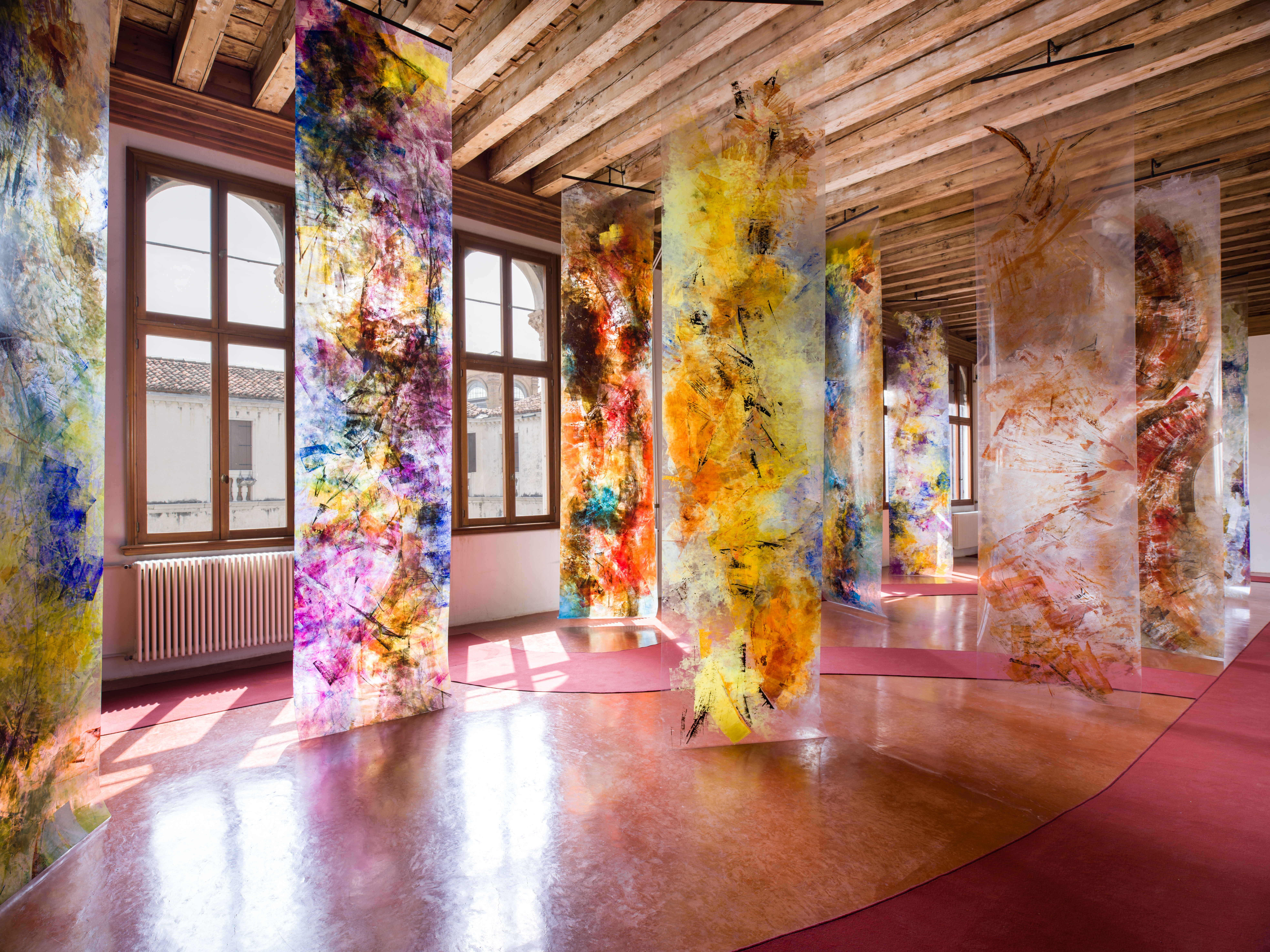
「Evocative Surfaces」，格里馬尼宮博物館，威尼斯 2017。

2018 年，Barkat在義大利羅馬的博恩博帕尼博物館舉辦了她的第二次機構展覽。 展覽名為「After the Tribes」，由Giorgia Calo博士策劃，她在展覽目錄中說明：
「『After the Tribes』是個大型的抽象錯視畫，它與繪於菲耶索萊主教宮壁上的盧多維西別墅花園和林陰小徑之畫彷彿在對話。「After the Tribes」消除了空間感，將觀者傳送到另一個維度裡，彷彿置身於千年以前的虛構所在。」「After the Tribes」由拉齊奧博物館、駐義大利以色列大使館和諾馬斯基金會贊助。 

2022 年，她完成了 「Earth Poetica」，直徑 13 英尺的球體表面由金屬架成，裡頭填充著塑料廢料。作品目前安置在耶路撒冷的戈特斯曼家庭水族館，之後將展出於美國世界貿易中心一號大樓的一棟大廳，俯瞰位於曼哈頓下城的Ground Zero。

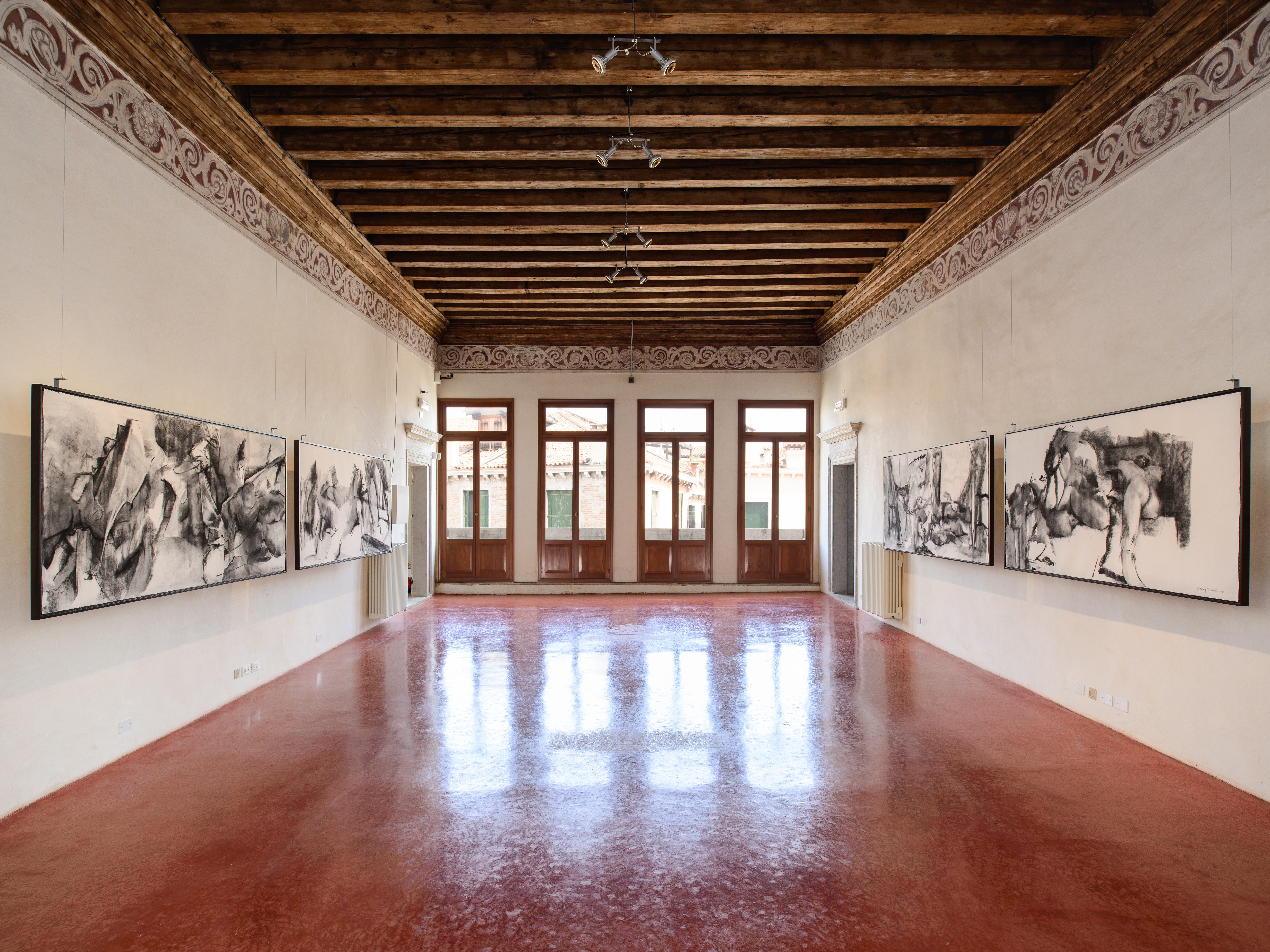
模型系列，「Evocative Surfaces」，格里馬尼宮博物館，威尼斯 2017
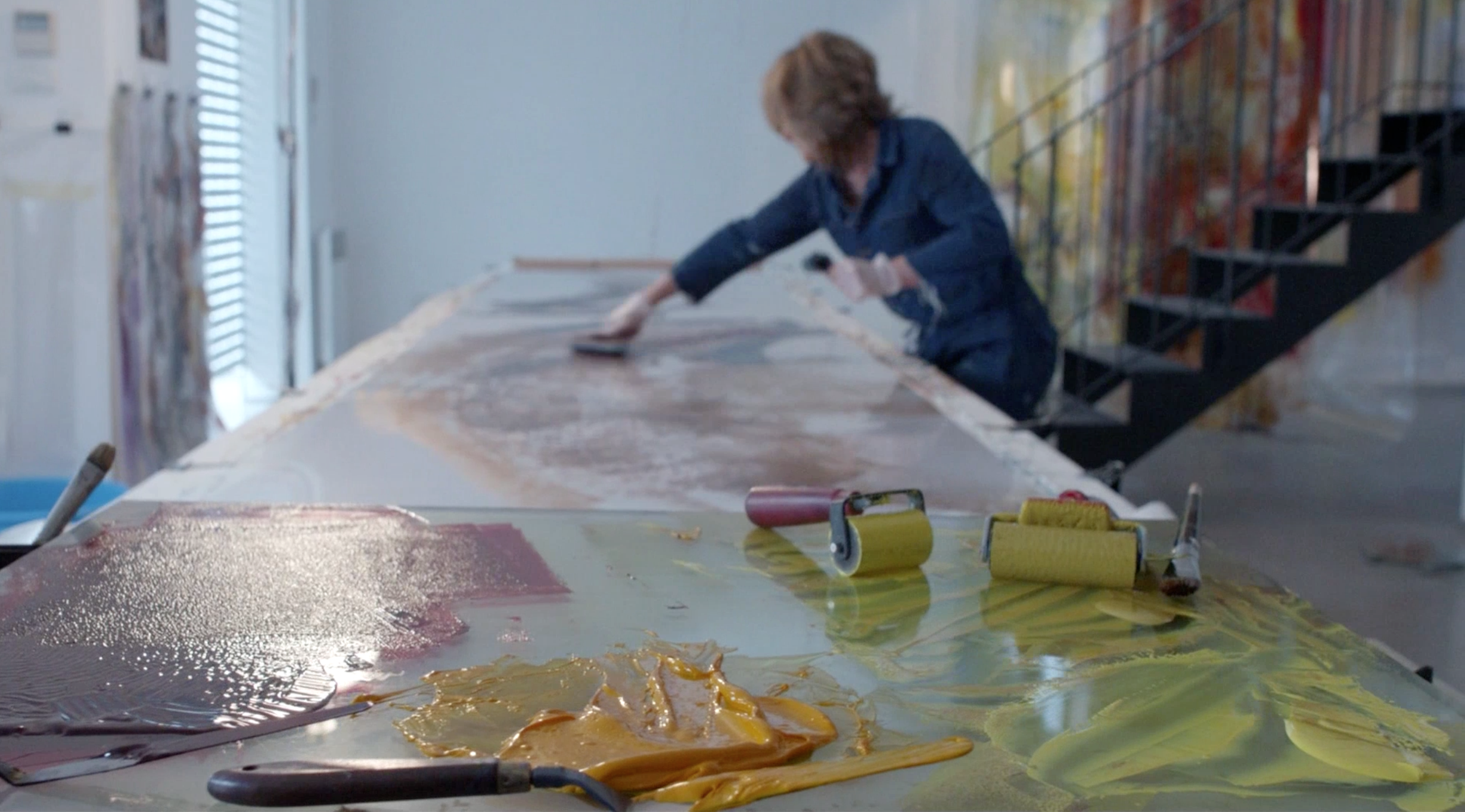
Barkat在她位於耶路撒冷的工作室工作。
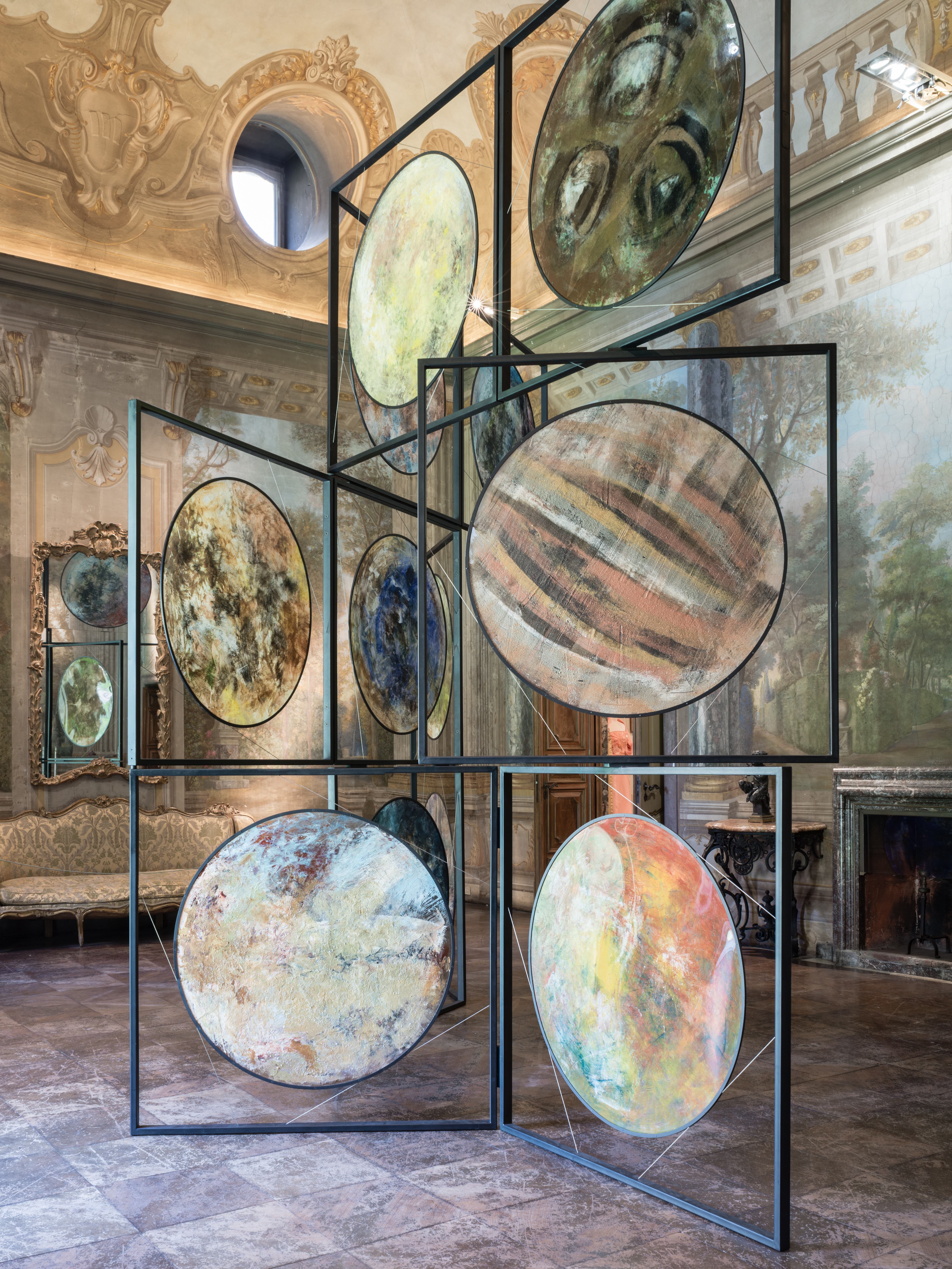
「After the Tribes」，博恩博帕尼博物館，羅馬 2018
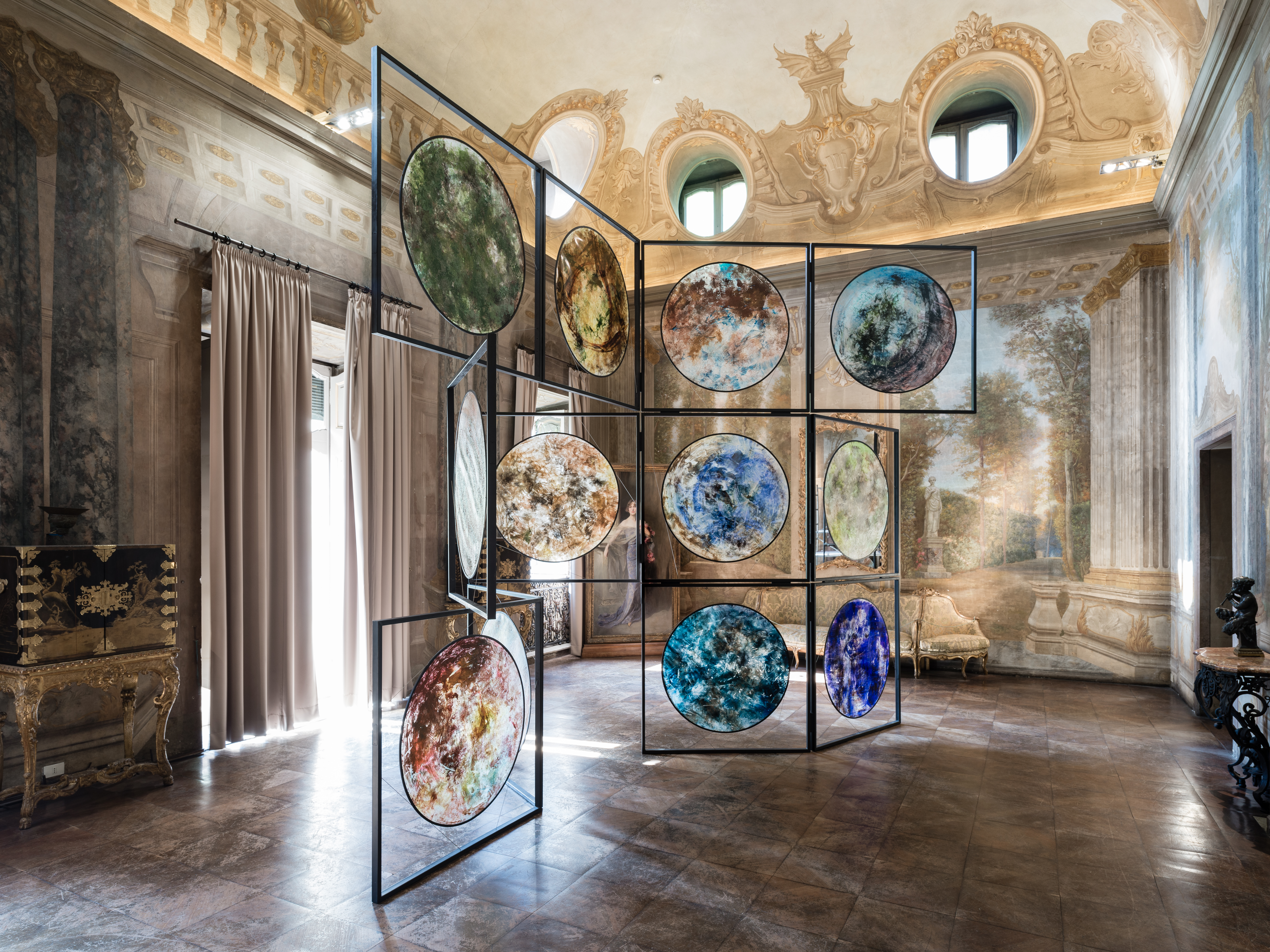
「After the Tribes」，博恩博帕尼博物館，羅馬 2018

## 部份展覽列表
- N&N 阿曼畫廊，以色列特拉維夫，2013年 N&N 展覽。由Naomi Aviv策劃。
- 以色列特拉維夫藝術家之家，2013 年「Screening Layers」，由Smadar Sheffi策展。[25][26]
- 京都市國際交流會館，2014 年日本京都國際藝術與設計展。
- 日本京都美術館，2014年第28屆國際藝術與設計展（獲得京都市國際交流協會獎）。[10]
- Luciano Benetton Collection，以色列特拉維夫， 2015年 Imago Mundi Israel / One－來自以色列的當代藝術家，由Naomi Aviv策展。[27]
- 格里馬尼宮，意大利威尼斯，2017 年「Evocative Surfaces」，由Sally Haftel Naveh策展。[1][28][29][30][31][32]
- 邦孔帕尼.盧多維西博物館，義大利羅馬，2018年「After the Tribes」，由Giorgia Calo博士策展。[19][20][21][22]
- 耶路撒冷戈特斯曼家庭水族館，以色列，2022 年「Earth Poetica」。由諾馬斯基金會的Raffaella Frascarelli博士策劃。

## 更多資訊
- 以色列的視覺藝術
- 以色列婦女

## 外部連結
- 官方網站 （页面存档备份，存于）
- Imago Mundi Art （页面存档备份，存于）
- Earth Poetica